# Врекен, Мария Корнелия
Мария Корнелия Врекен (нидерл. Maria Cornelia Vreeken; при рождении Бауман (нидерл. Bouwman); 22 декабря 1928, Энкхёйзен) — нидерландская шахматистка, почётный гроссмейстер (1987).
Многократная чемпионка Нидерландов (1960, 1962, 1964, 1966 и 1970).
В составе национальной сборной участница следующих соревнований:
- 7 олимпиад (1963—1966, 1974—1982).
- 1-я Олимпийская (1977/1978). Команда Нидерландов дошла до полуфинала, где уступила победителю — сборной СССР.

Победительница открытого чемпионата Великобритании (1985, Эдинбург). Участница зонального турнира ФИДЕ (1969) — 4-е места.
Лучшие результаты в других международных соревнованиях: «Хоховен-турниры» (1961 и 1969) — 3-е, 1965 —2—3-е, 1968 — 1—3-е; Амстердам (1962) — 1-е; Эммен (1964 и 1967) — 2-е и 2—4-е; Аренис-де-Мар (1968 и 1970) — 1-е; Брашов (1974) — 2—4-е; Леуварден (1974) — 1—2-е; Нетанья (1975) — 1-е; Йер (1978, 1979 и 1981) — 1—2-е, 2-е и 2—3-е; Биль (1980 и 1981) — 1-е и 3-е; Дортмунд (1982) — 3—4-е места.

## Изменения рейтинга
| Графики недоступны из-за технических проблем. См. информацию на Фабрикаторе и на mediawiki.org. |